# جامع الشرفات الثلاث
جامع الشرفات الثلاث أو المسجد ذو الثلاث شرفات، أو مسجد الشرفات الثلاث (بالتركية: Üç Şerefeli Camii) هو مسجد عثماني من القرن الخامس عشر يوجد في مدينة أدرنة بتركيا، بناه السلطان العثماني مراد الثاني عام 1447م.
يقع جامع الشرفات الثلاث في المركز التاريخي للمدينة بالقرب من «مسجد السليمية» و«الجامع القديم» بإدرنة.

## تسمية المسجد
يرجع اسم الجامع إلى مئذنته غير المعتادة، إذ توجد على جسم إحدى مآذنه ثلاث شرفات لرفع نداء أذان الصلوات الخمس المفروضة (بالتركية: üç şerefeli). 

## التاريخ
تم بناء المسجد ذو الثلاث شرفات في أدرنة التي كانت عاصمة العثمانيين قبل اسطنبول، من قبل السلطان العثماني مراد الثاني (حكم: 1421م–1444م، و 1446م– 1451م)، وتم بناؤه بين 1438م و 1447م. 

## عمارة الجامع
المهندس المعماري للمسجد غير معروف.
بُنيَ الجامع من حجر بورغاس الجيري، وقطر قبته الرئيسية 24  مترا، وعندما بُنيَ الجامع لأول مرة، كانت قبته هي القبة الأكبر لأي مبنى عثماني.
للجامع 4 مئاذن، واحدة ذات 3 شرف، والثانية ذات شرفتان، والاثنتان الأخرتان لكل منهما شرفة واحدة للأذان.
لوحات البلاط المزججة باللونين الأزرق والفيروزي في الأجزاء الغائرة من النوافذ، ربما يكون صنّاعها هم نفس مجموعة الحرفيين المَهَرة الذين زينوا الجامع الأخضر (1419م-1421م) في بورصة الذي بناه السلطان محمد الأول والد السلطان مراد الثاني، حيث يوجد توقيع على البلاط باسم «عَمَل أسَاطِين تبريز» أي: «صُنع بواسطة عُمال مدينة تبريز المَهَرة».
يشبه النمط الزخرفي الصيني المتأثر بالنباتات للبلاط الموجود على الحافة، نفس النمط الموجود في جامع المرادية الصغير في أدرنة.  
تضرر المسجد بشدة من جراء حريق نشب في عام 1732م وزلزال في عام 1748م ولكن تم إصلاحه بأمر من السلطان محمود الأول. 

## معرض الصور

جامع الشرفات الثلاث
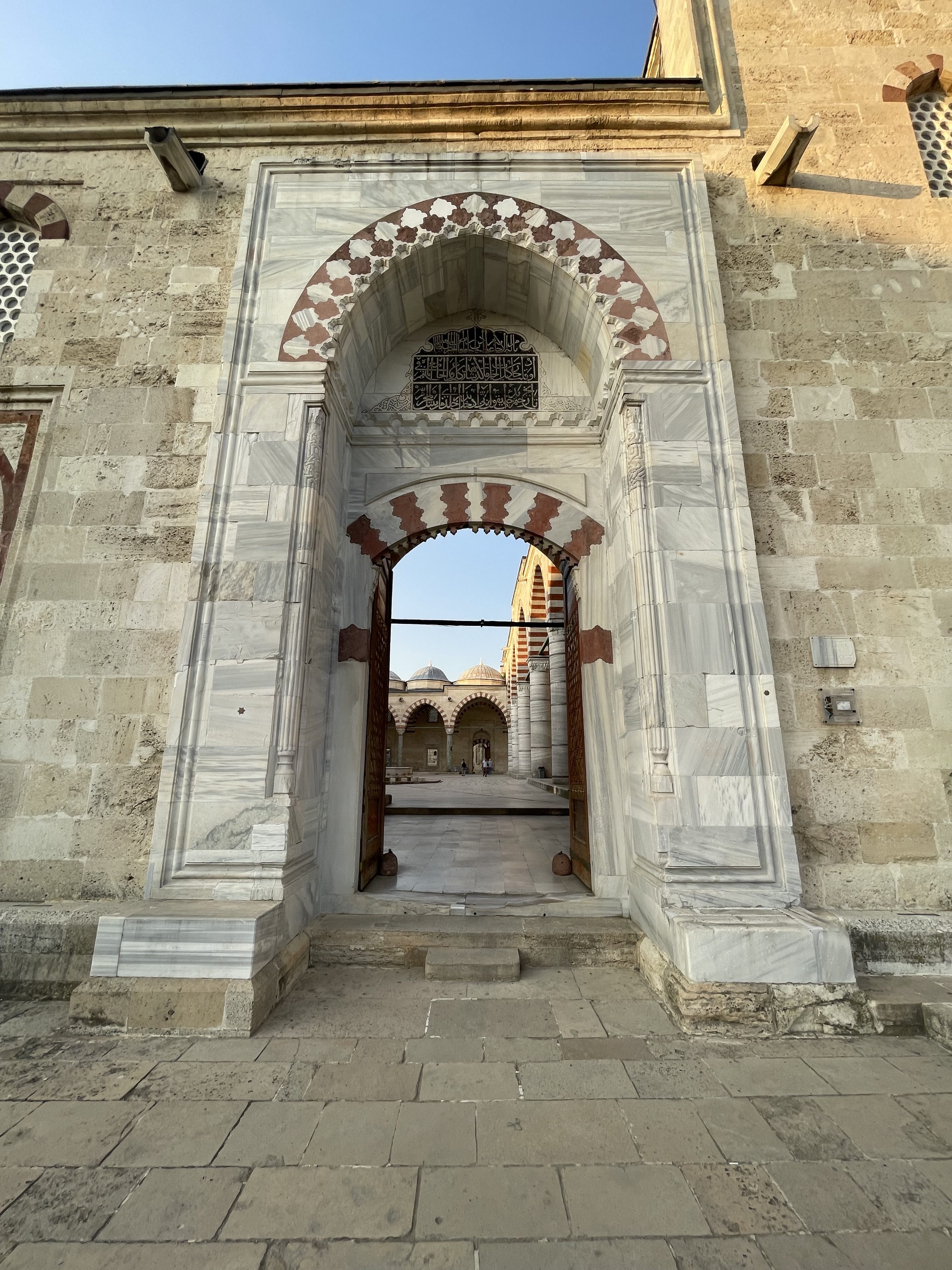
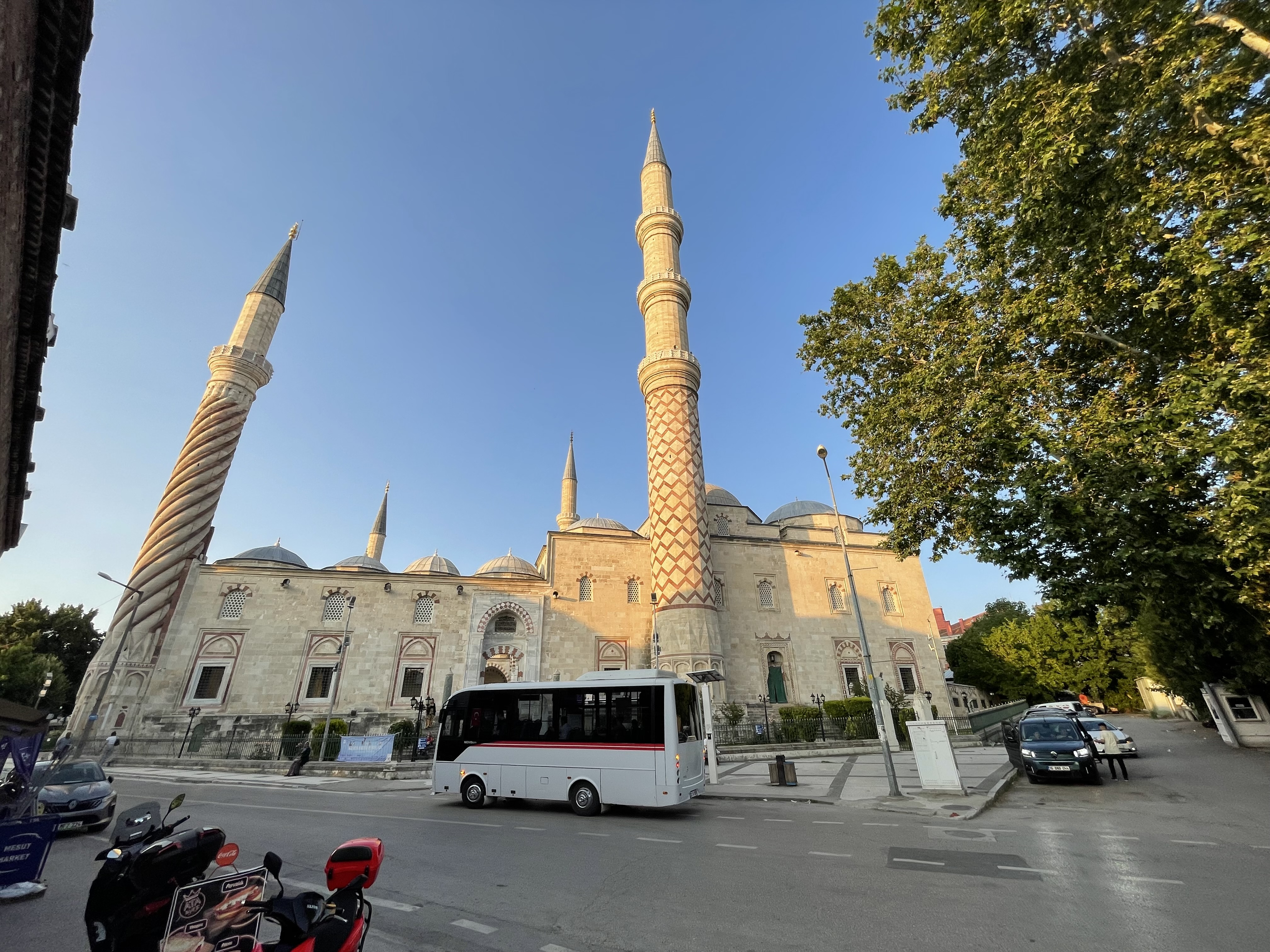
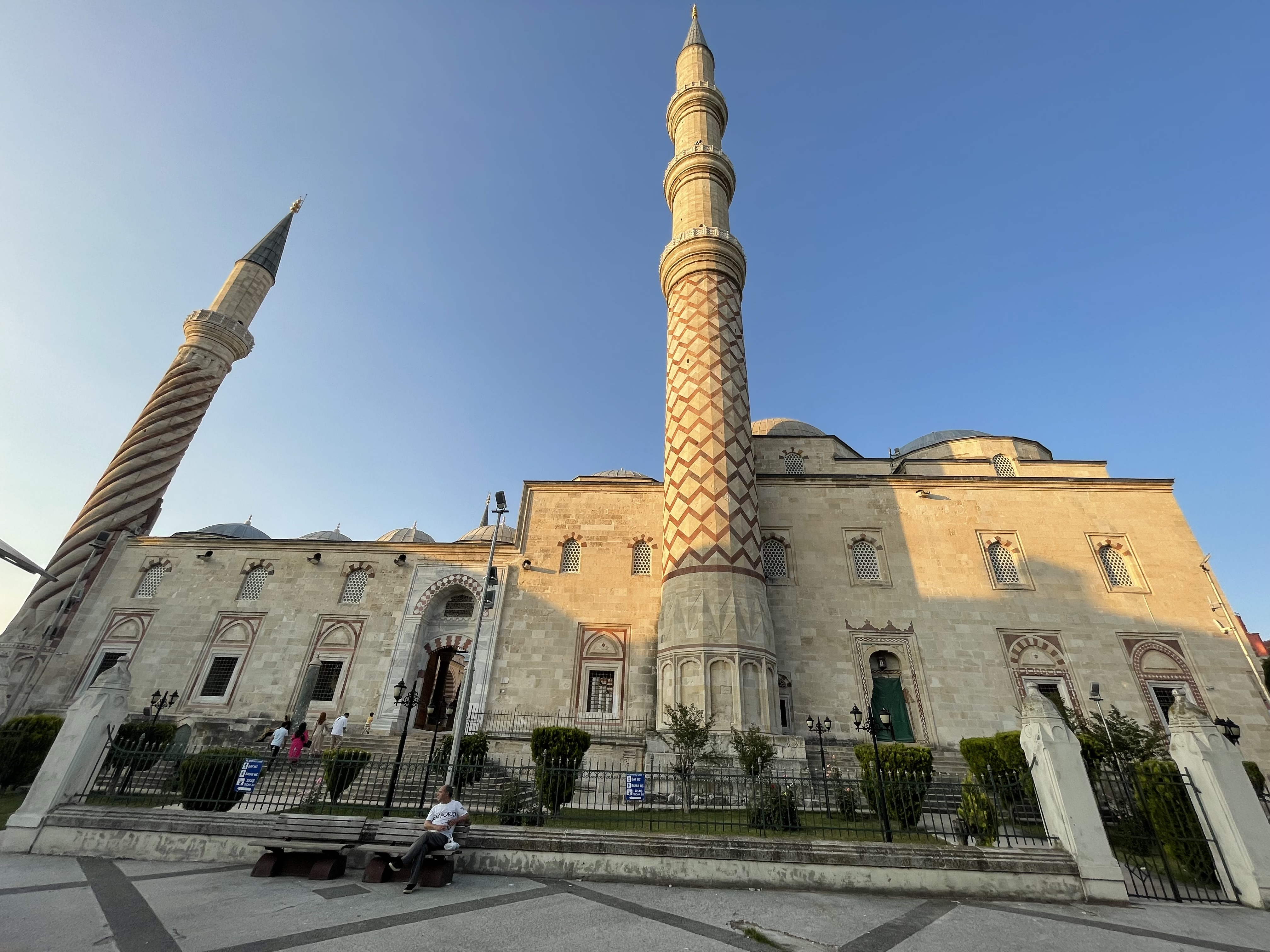
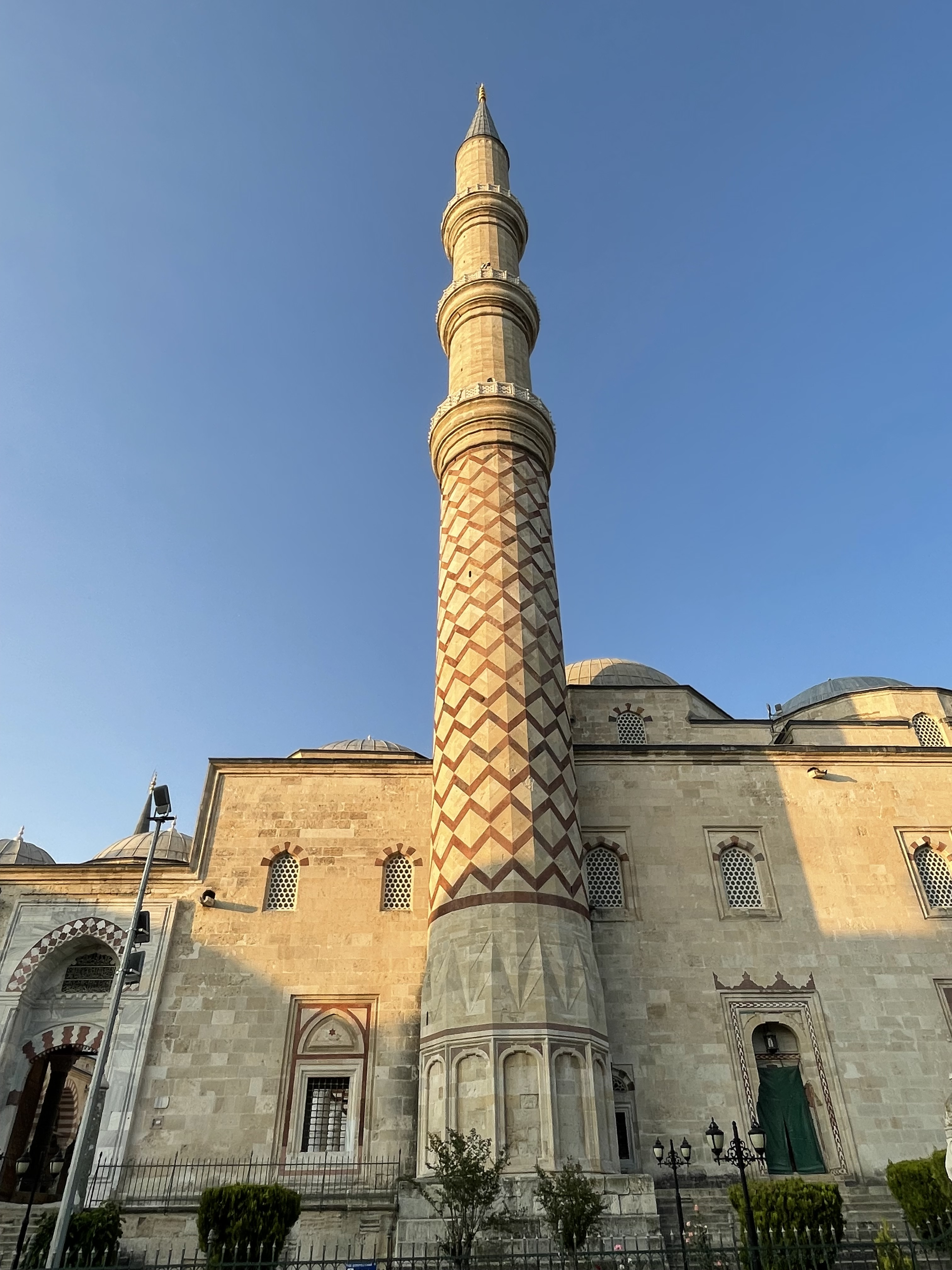
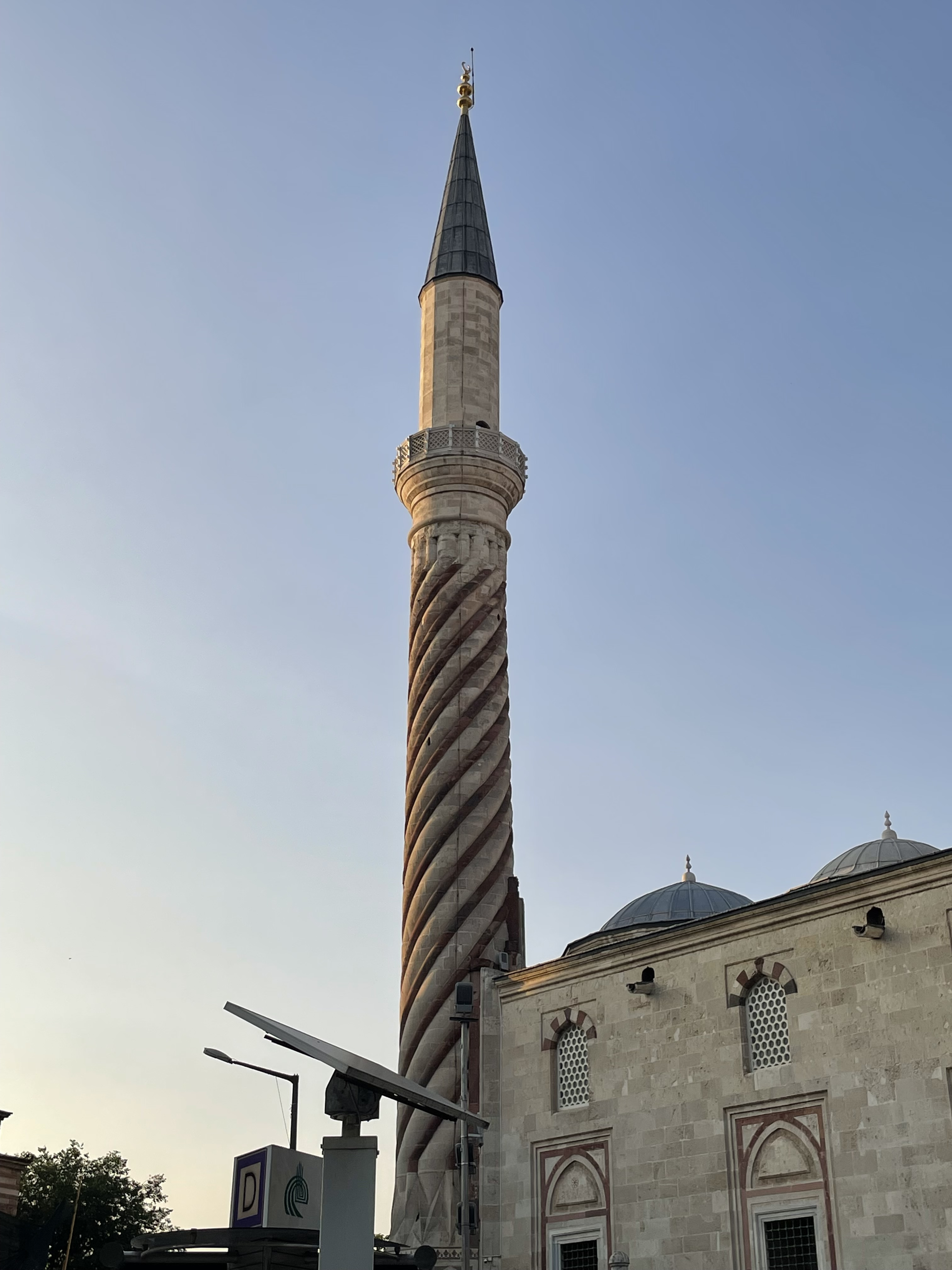
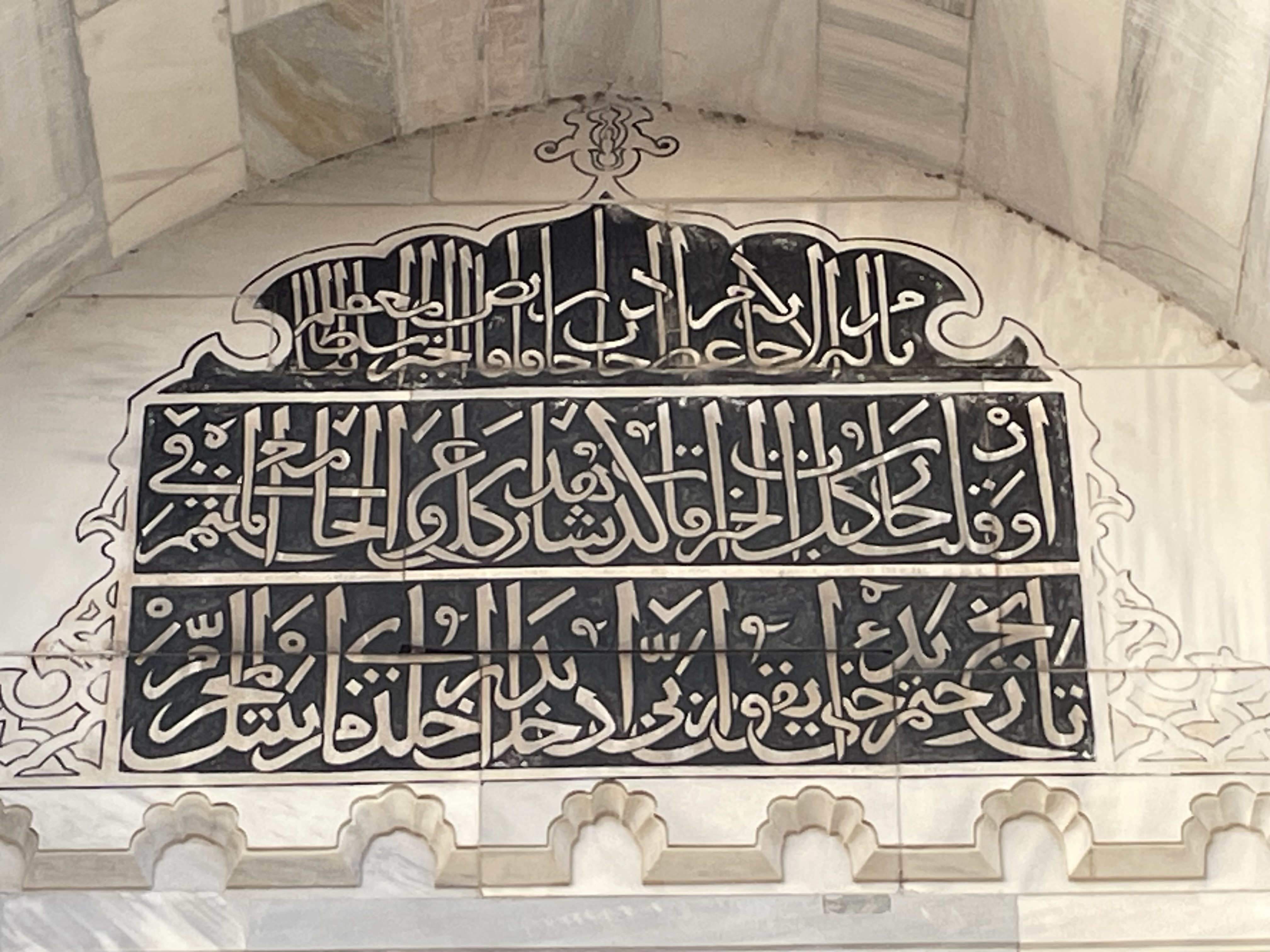
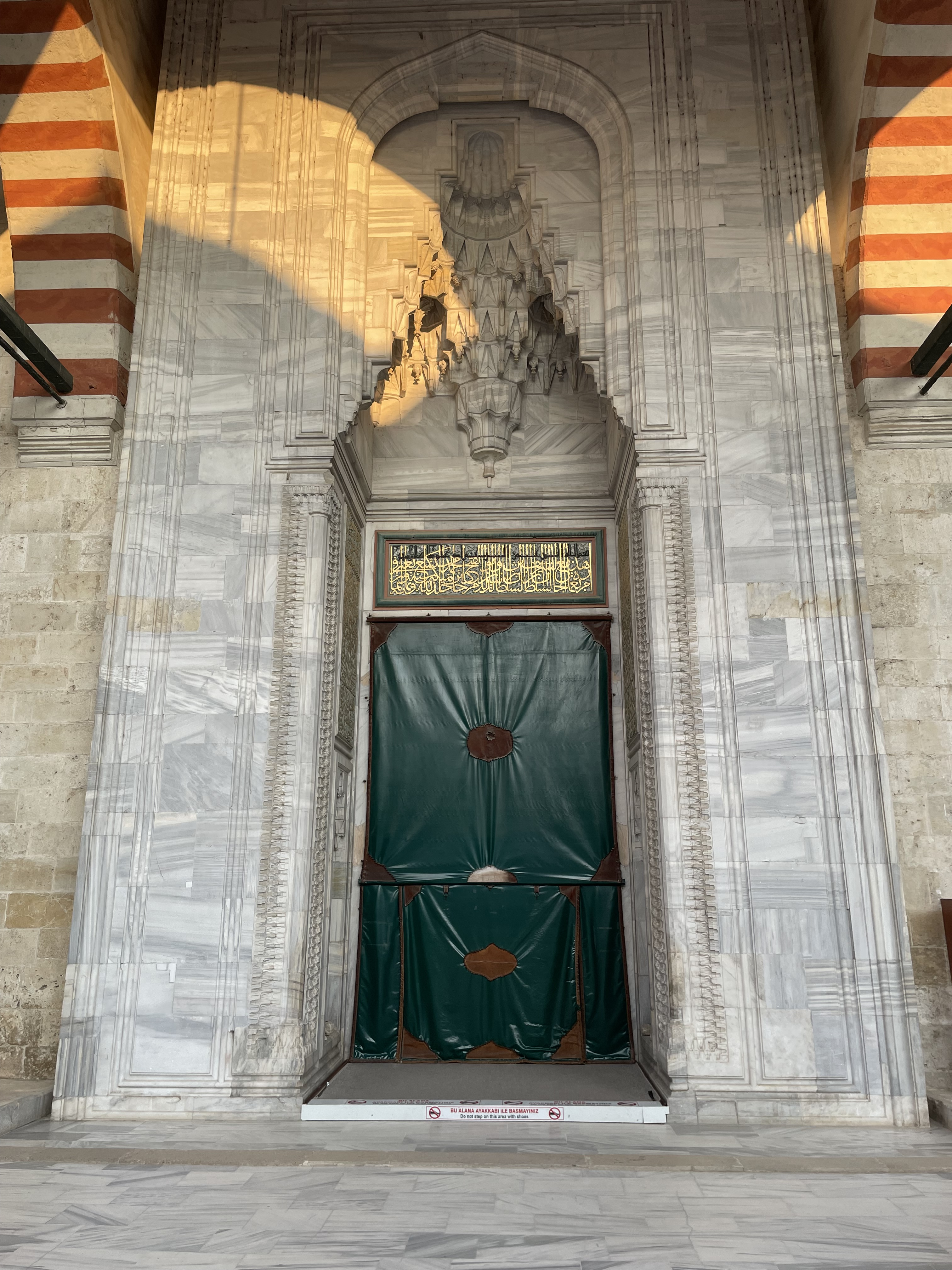
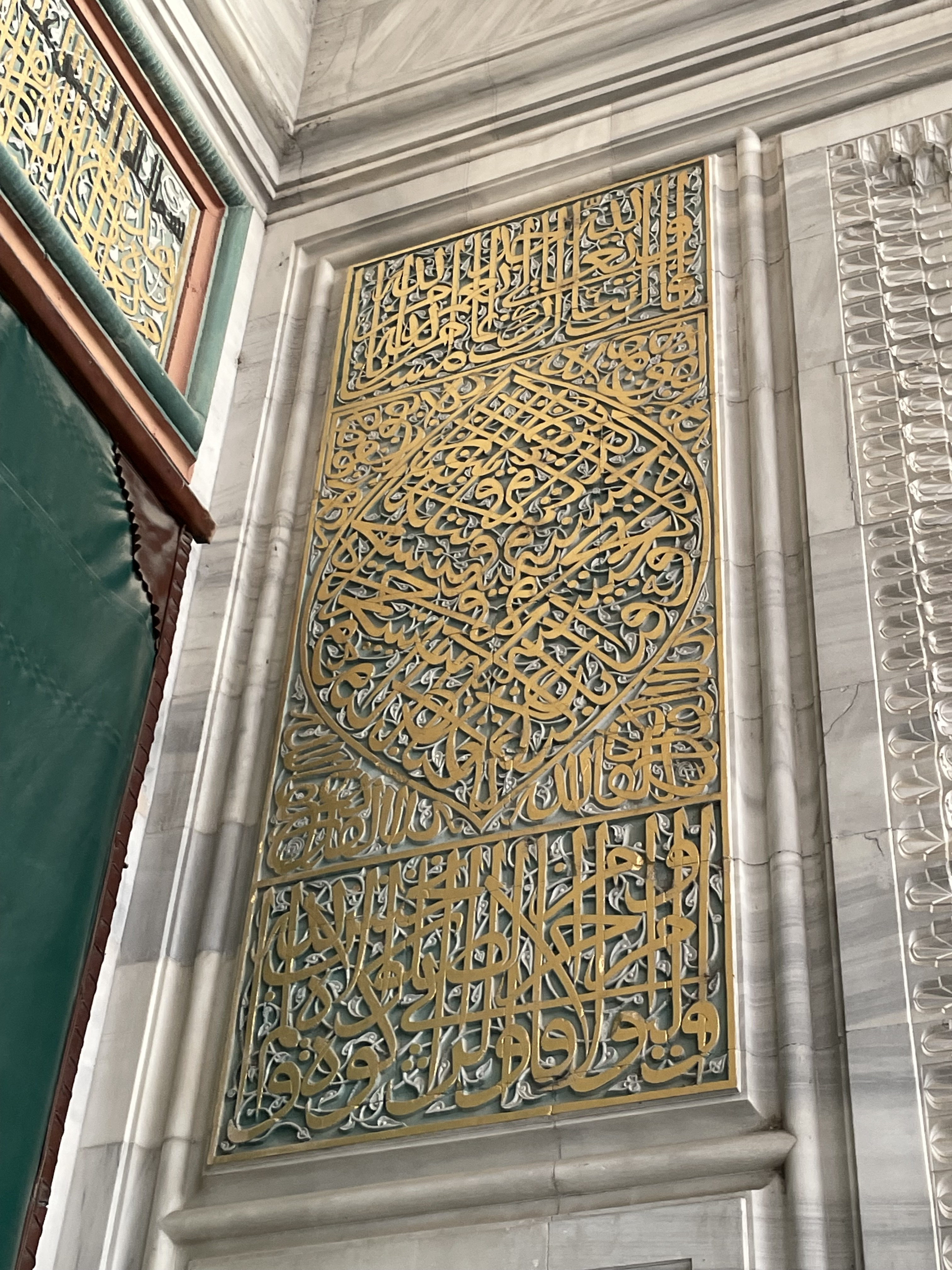
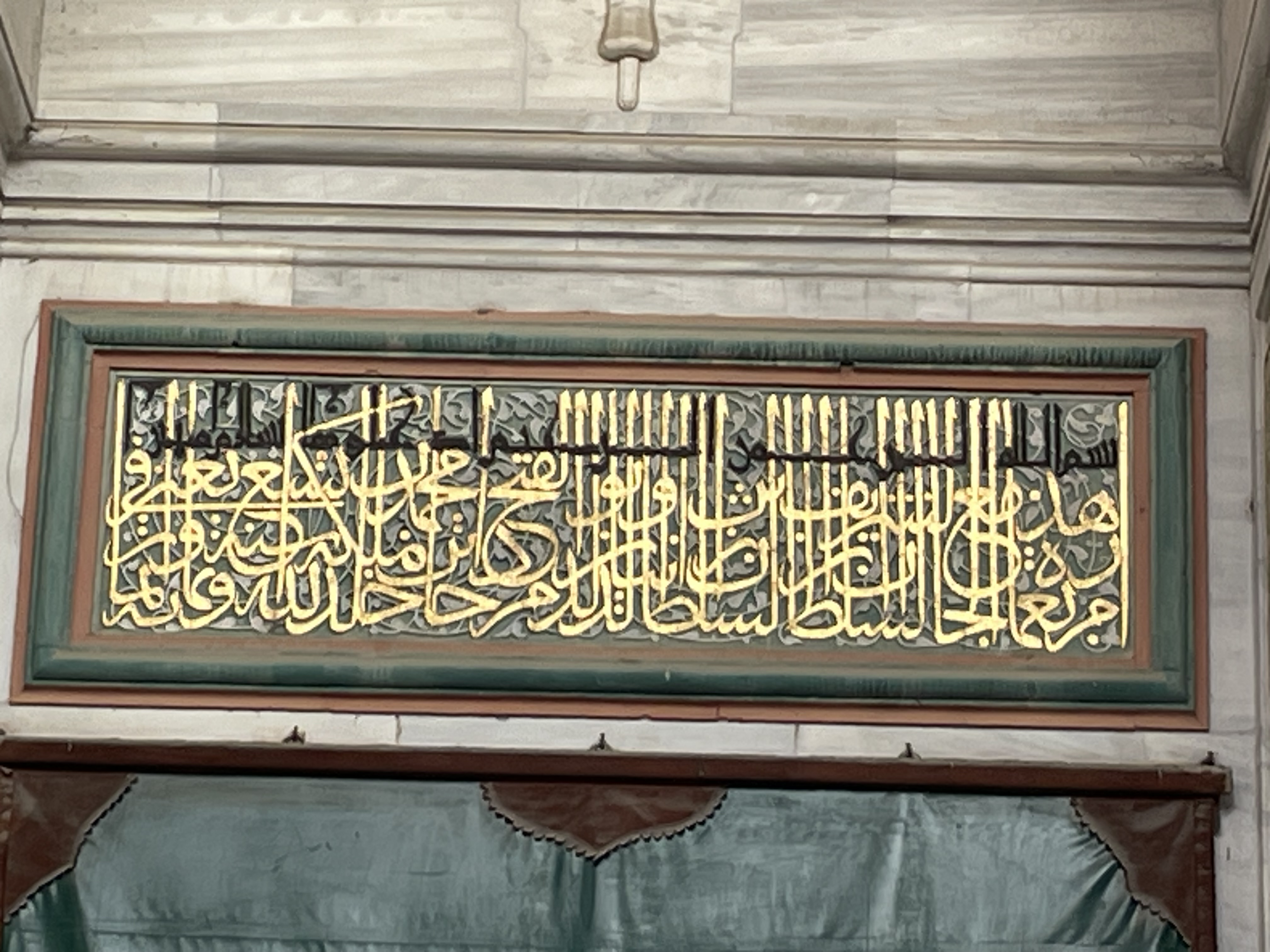
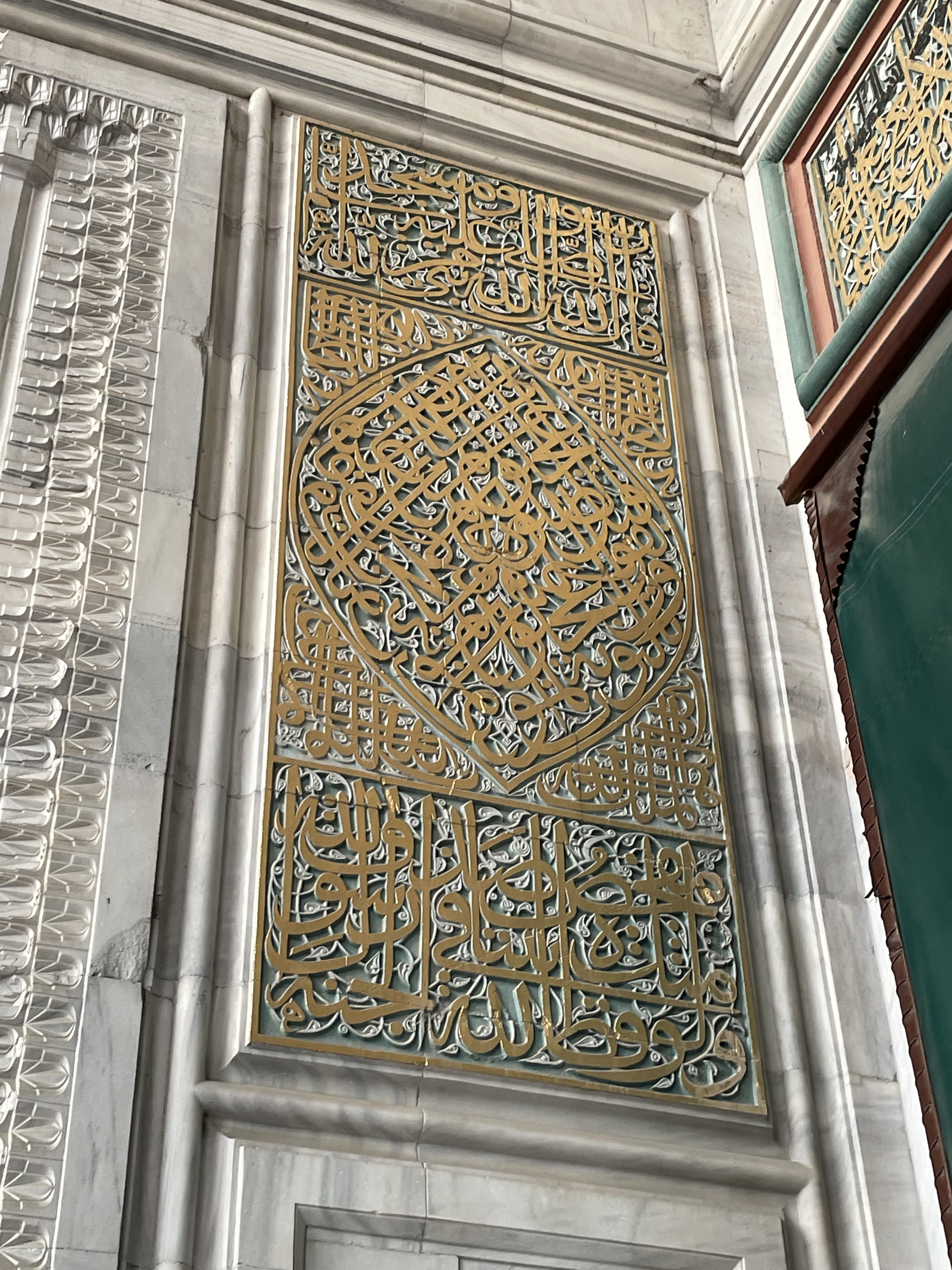
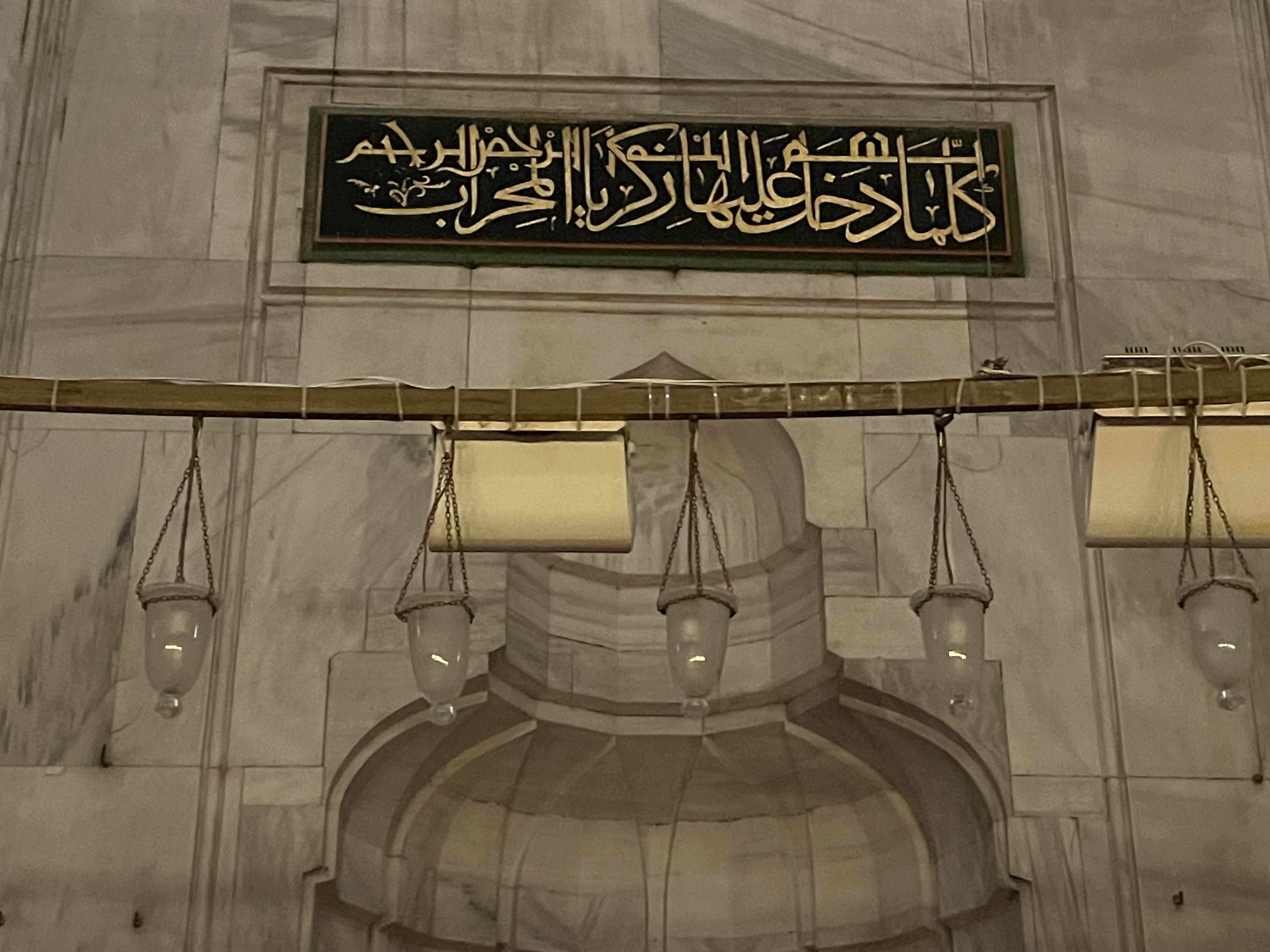
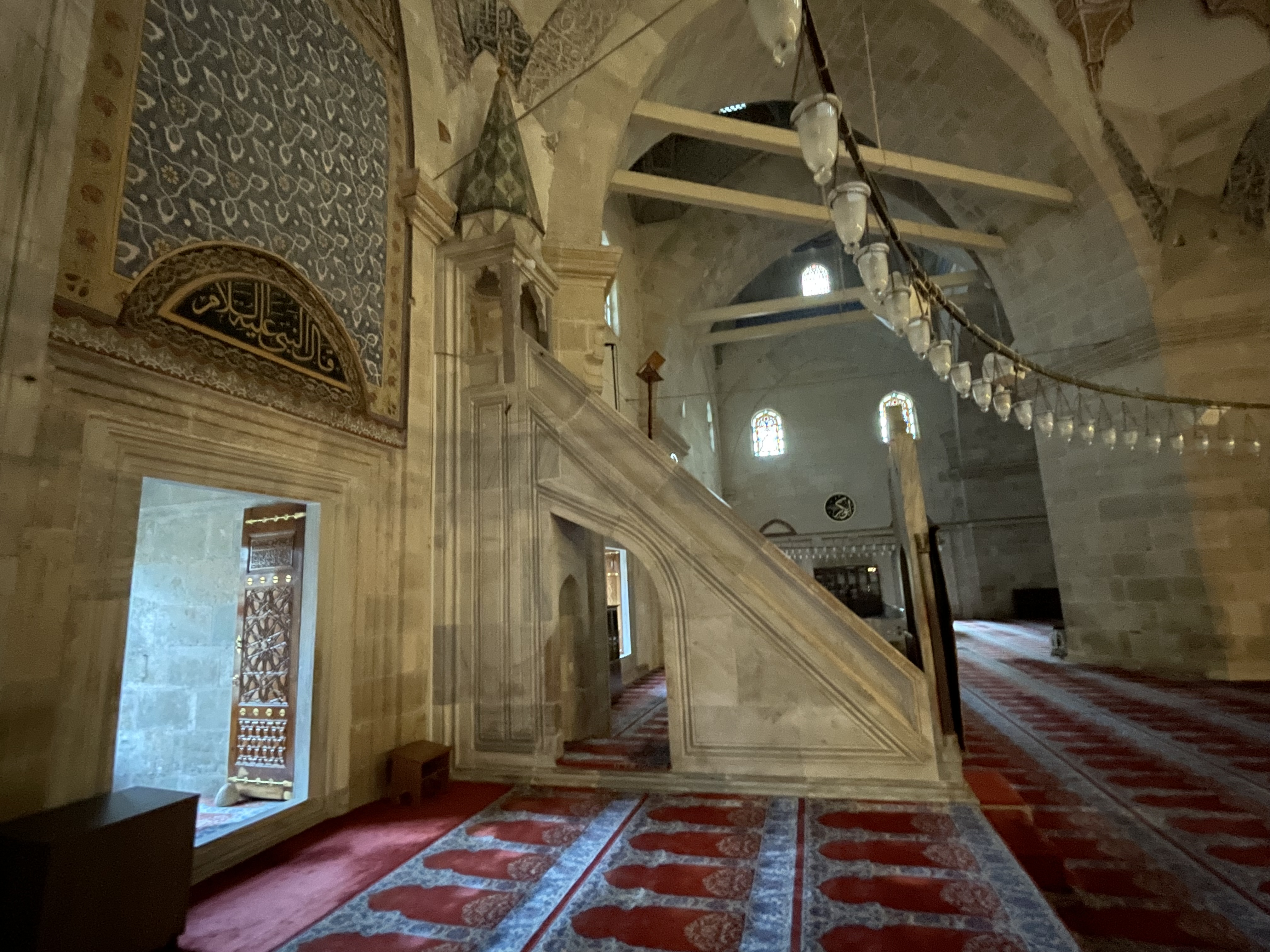
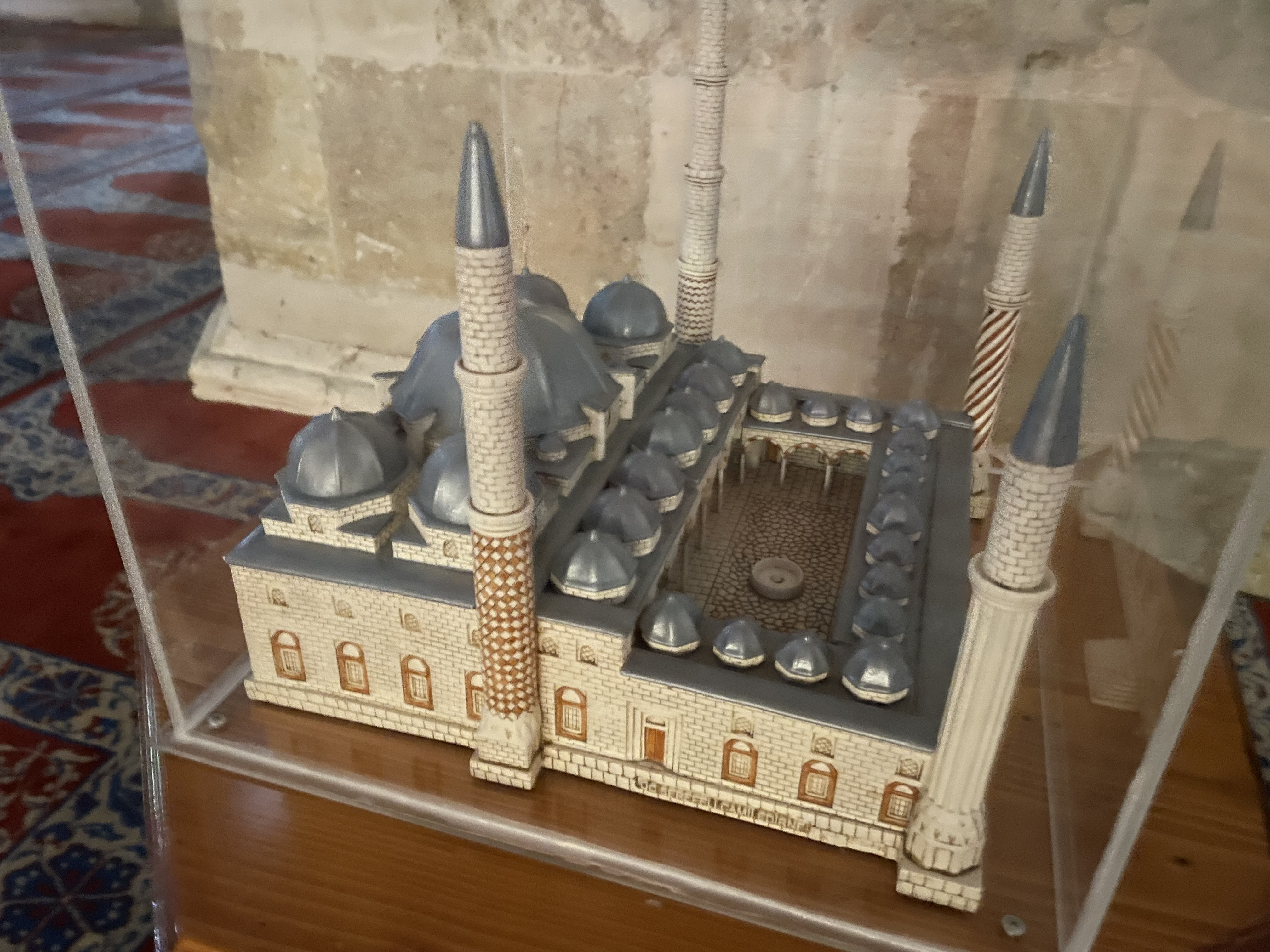
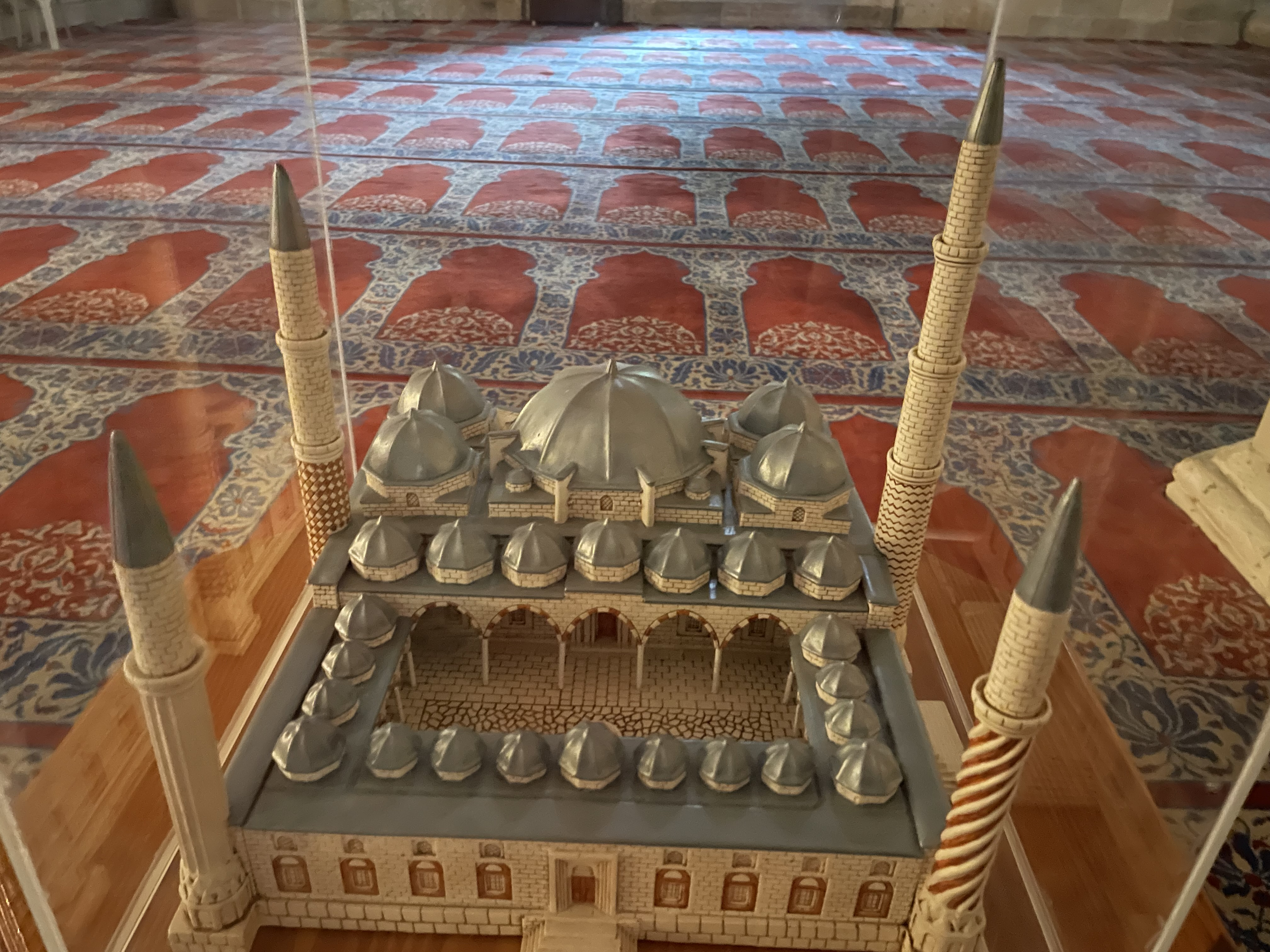
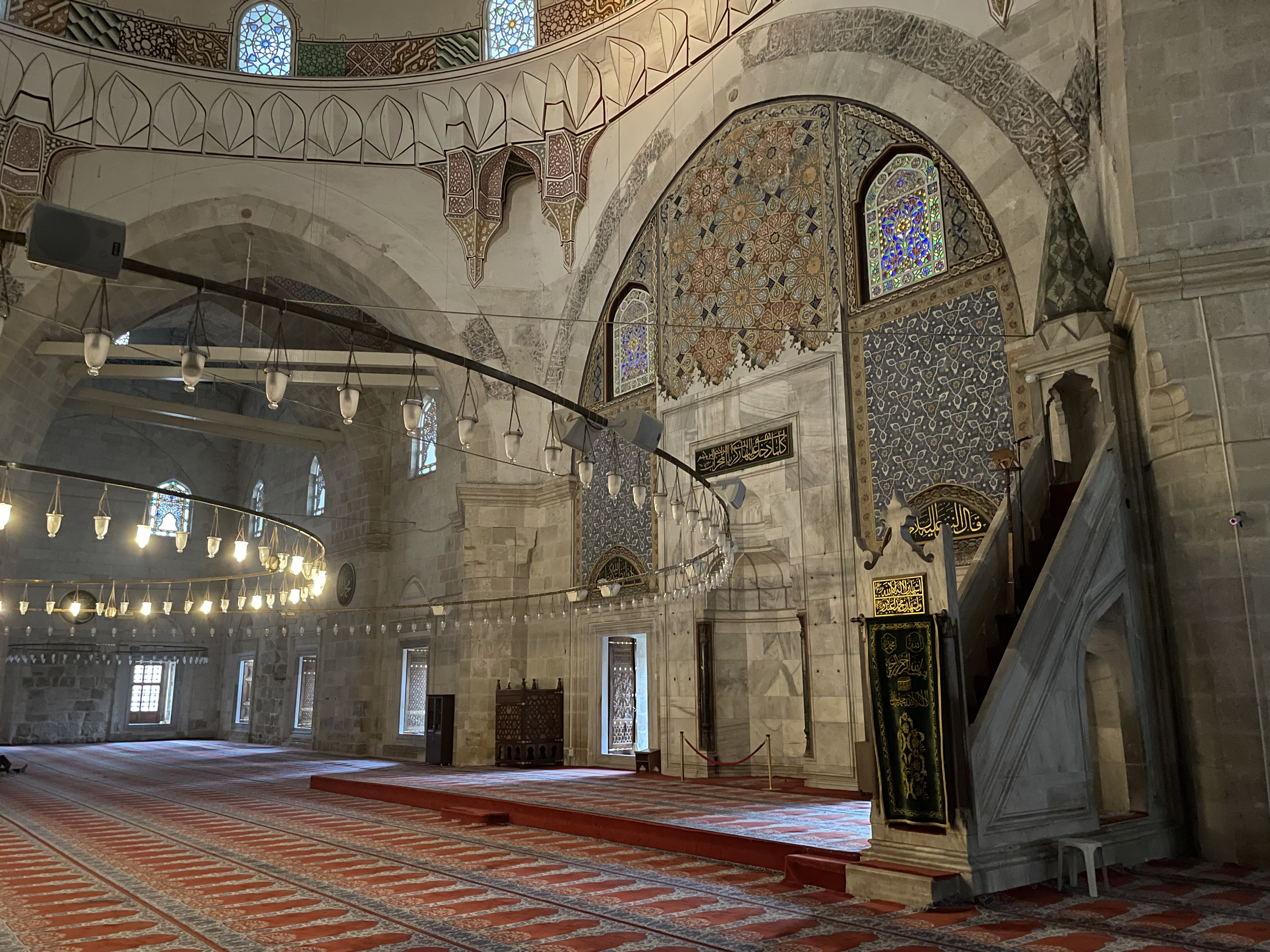
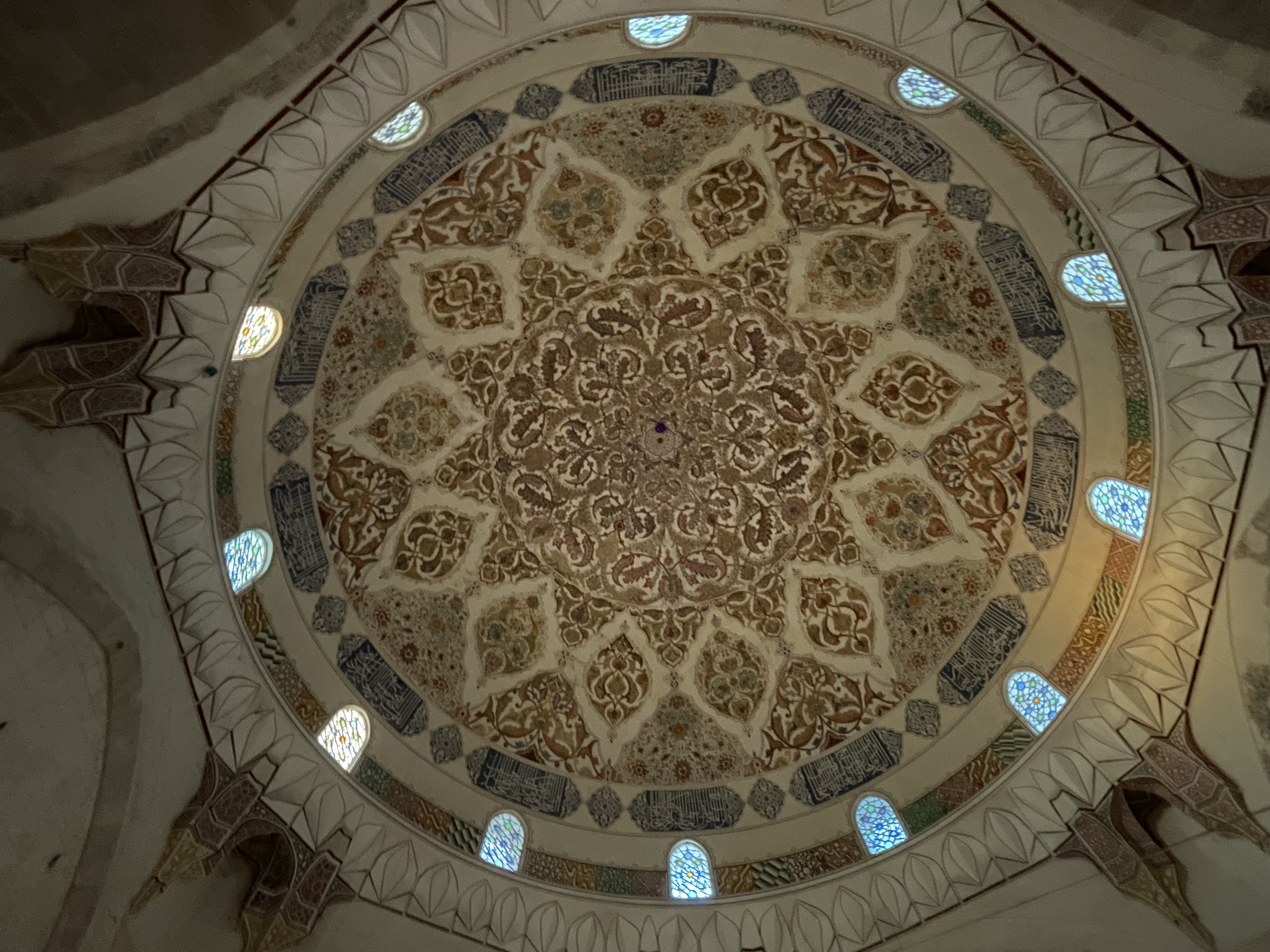
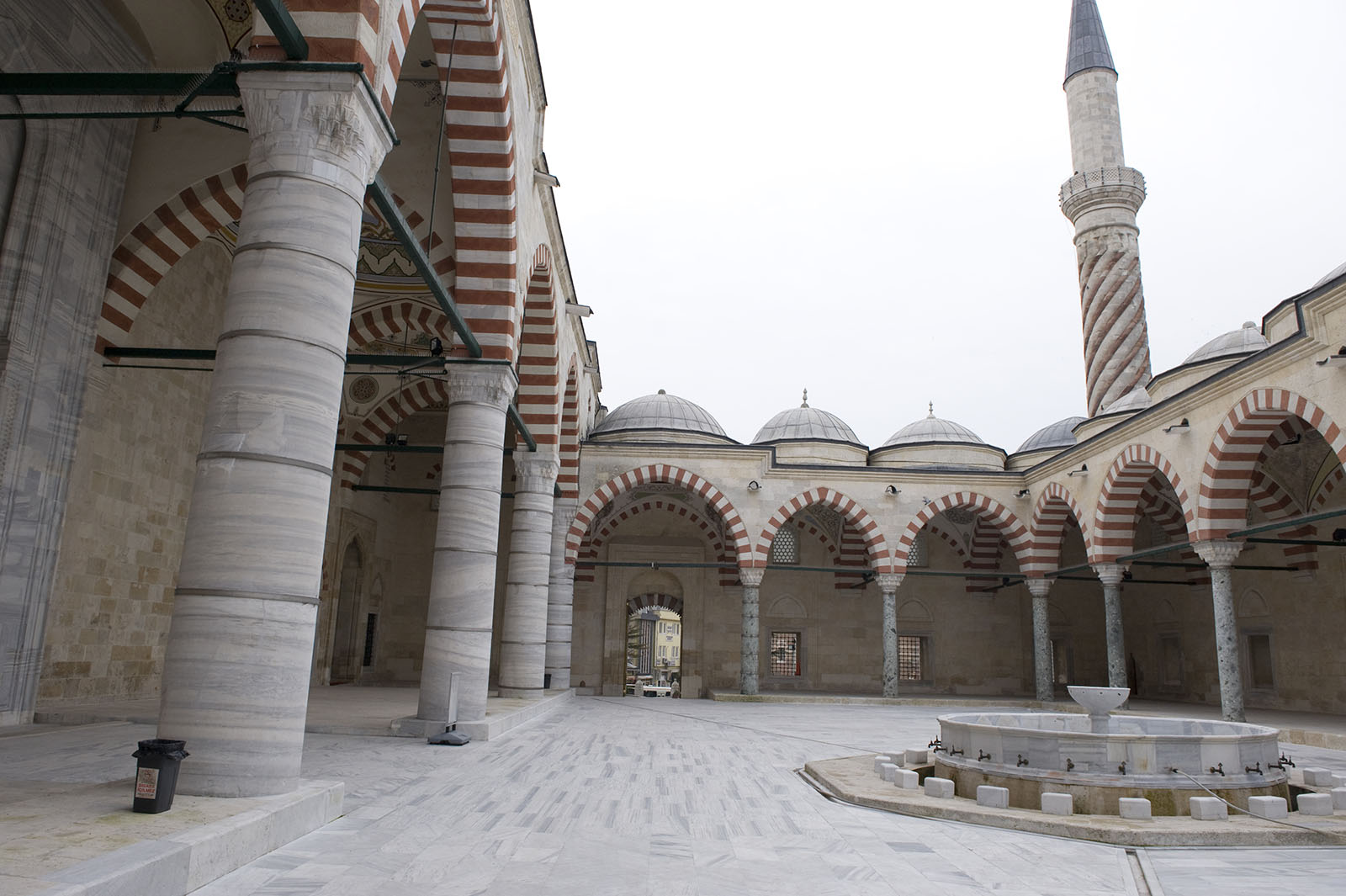
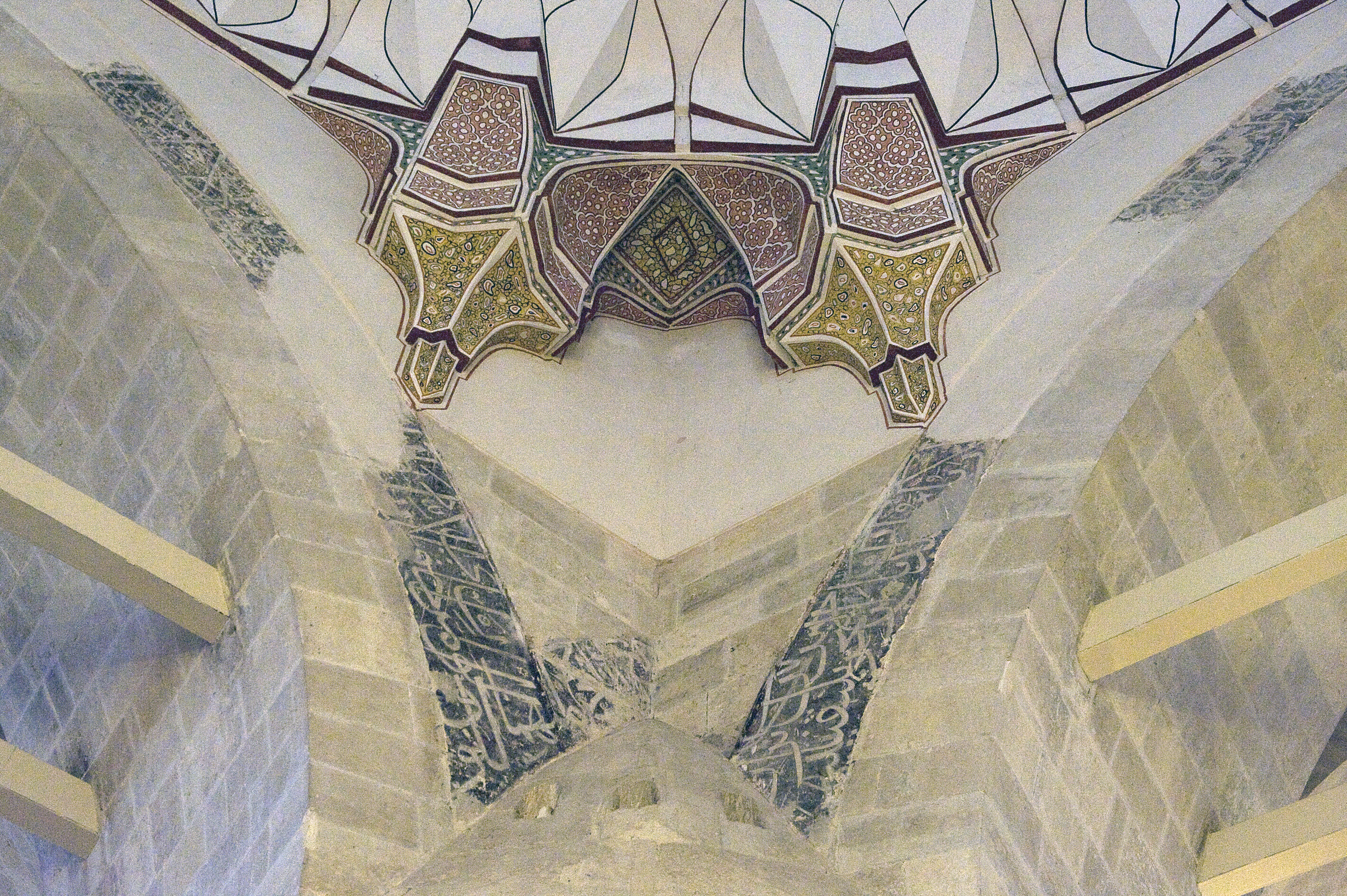
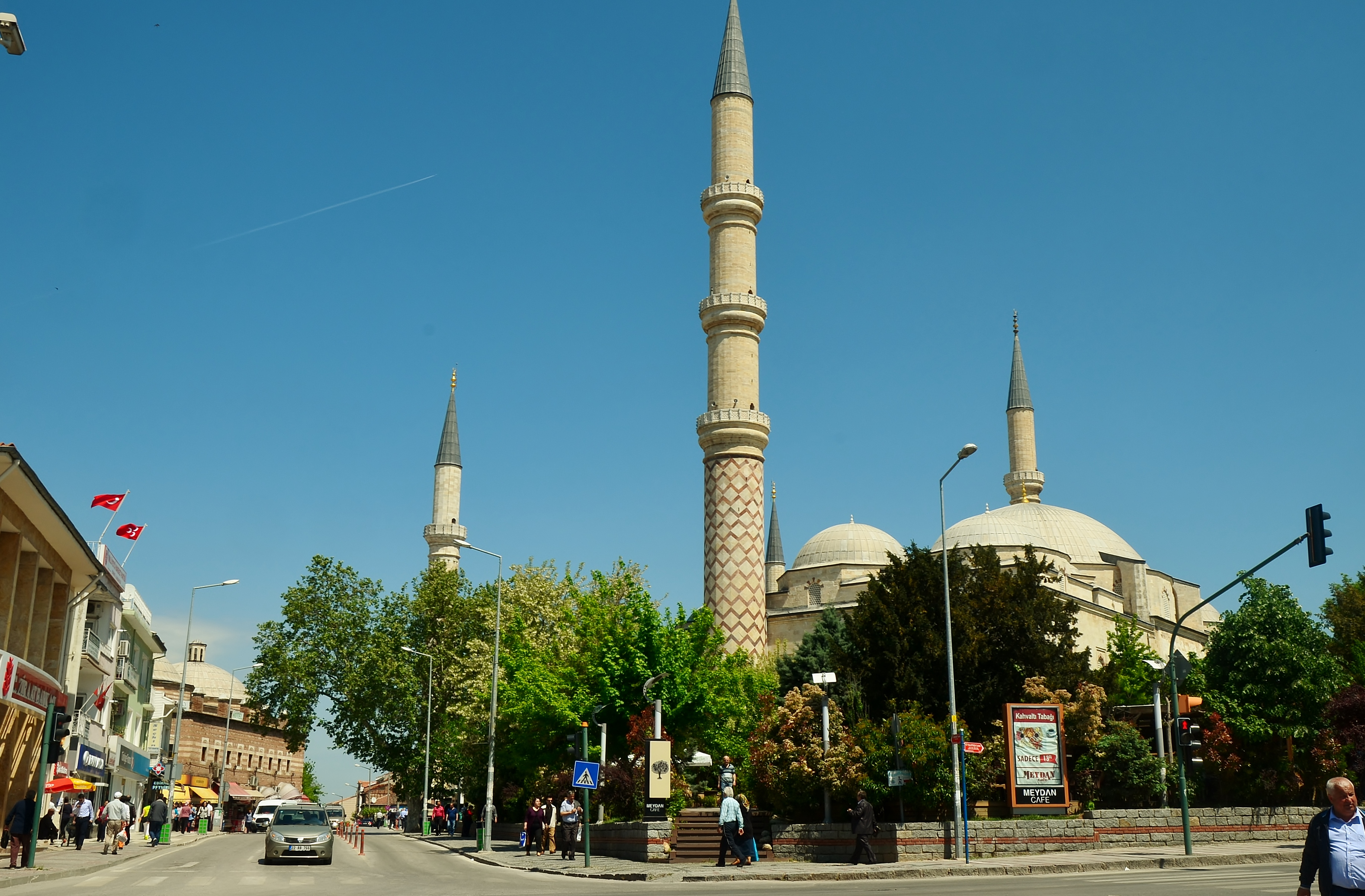
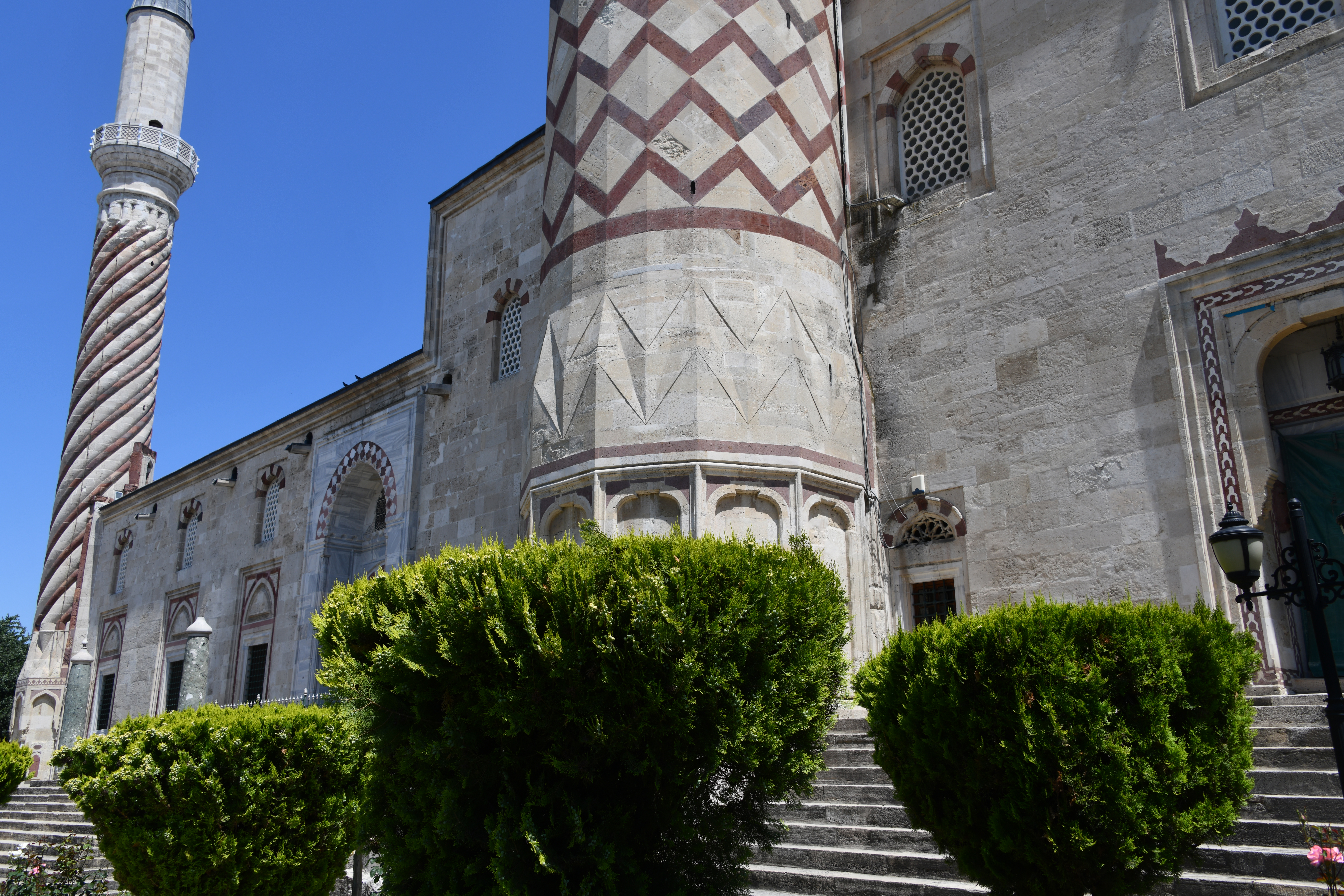
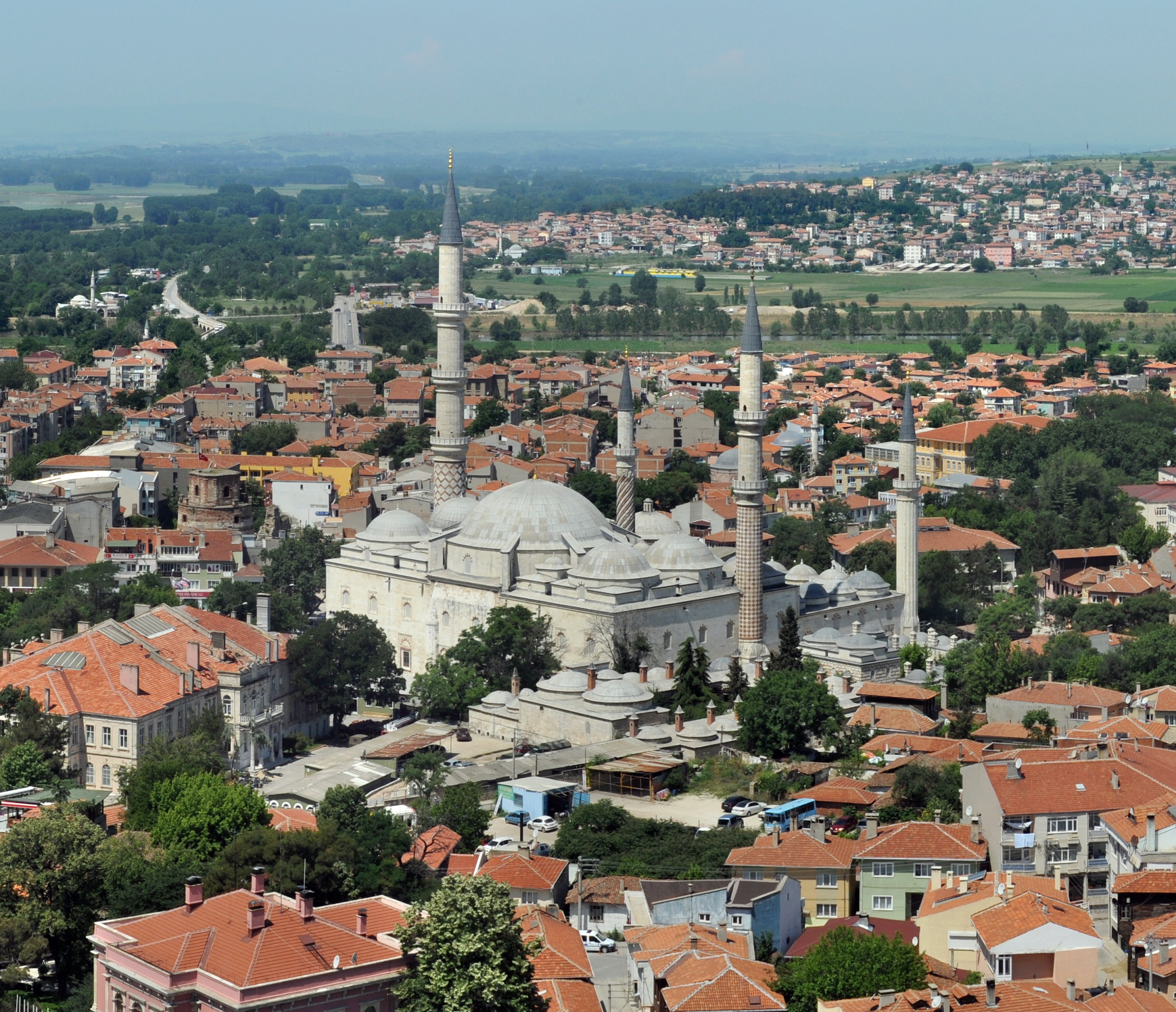
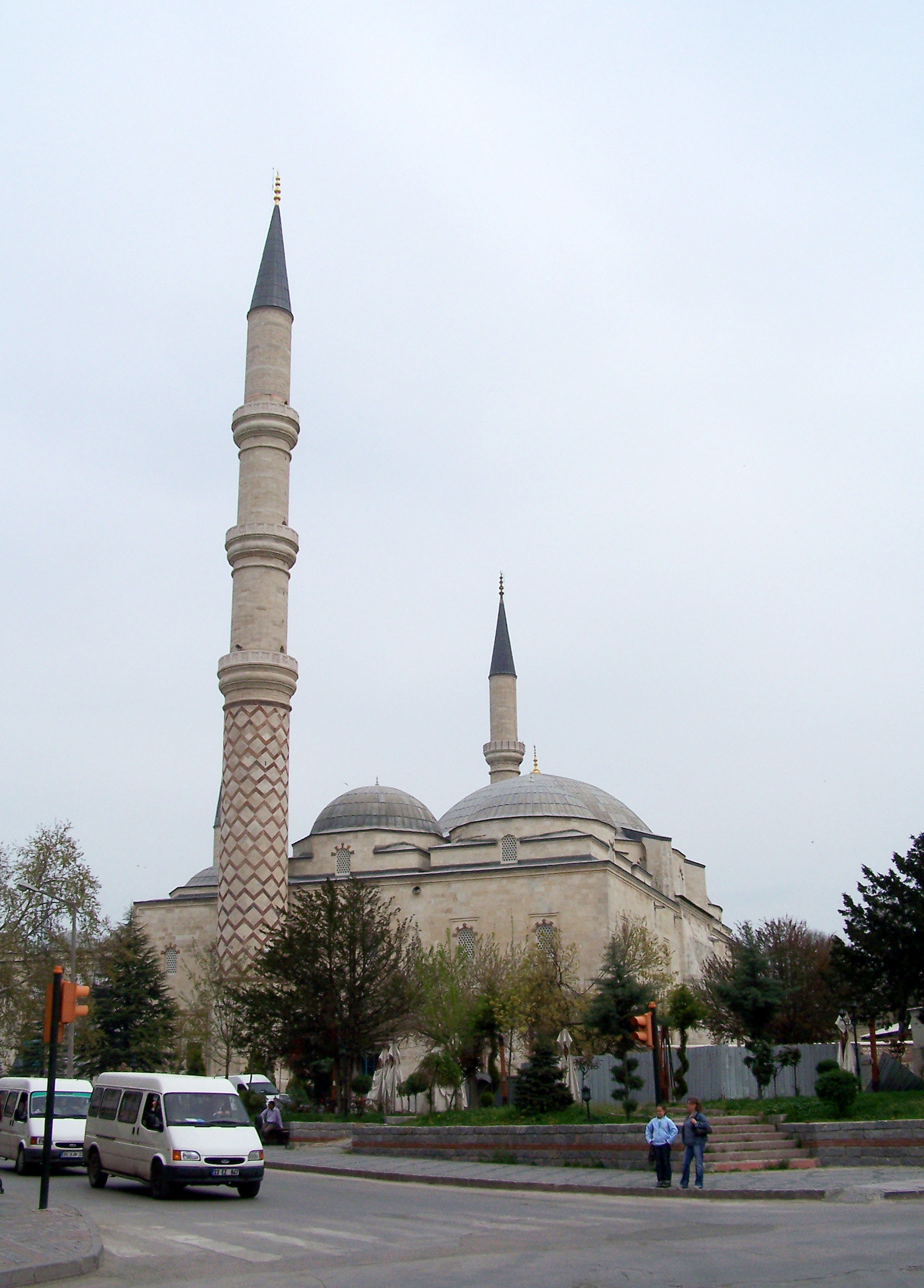

## روابط خارجية
- Üç Serefeli Camii ، Archnet.
- صور التقطها «ديك عثمان» لجامع الشرفات الثلاث.